# Cistectomia
Cistectomia é um termo médico para a remoção cirúrgica de parte ou de toda a bexiga urinária.
Existem dois tipos principais de cistectomia: cistectomia parcial (ou cistectomia segmentar) e cistectomia radical.
1. Cistectomia Parcial: Neste procedimento, apenas uma parte da bexiga é removida. Isso é geralmente realizado quando o câncer está localizado em uma área específica da bexiga que pode ser removida sem afetar a função do órgão.
2. Cistectomia Radical: Esta é uma cirurgia mais extensa onde toda a bexiga é removida. Em homens, a próstata e os gânglios linfáticos próximos também podem ser removidos. Em mulheres, o útero, as trompas de falópio, os ovários e parte da vagina podem ser removidos, além dos gânglios linfáticos próximos.